# 正负离子半径比
正负离子半径比或阳阴离子半径比（英語：Cation-anion radius ratio）是在凝聚态物理和无机化学中用来预测离子化合物晶体结构的参数。其定义为离子化合中带正电的阳离子半径{\displaystyle r_{C}}与带负电的阴离子半径{\displaystyle r_{A}}的比值{\displaystyle r_{C}/r_{A}}。通常情况下，阴离子的半径比阳离子半径大，因此常是阴离子占据晶格位点，阳离子则填充阴离子之间的空隙，因此可以根据几何关系预测晶体的结构。该法则是鲍林法则中的第一规则。在给定结构下，可简称为半径比。

## 半径比规则与稳定性

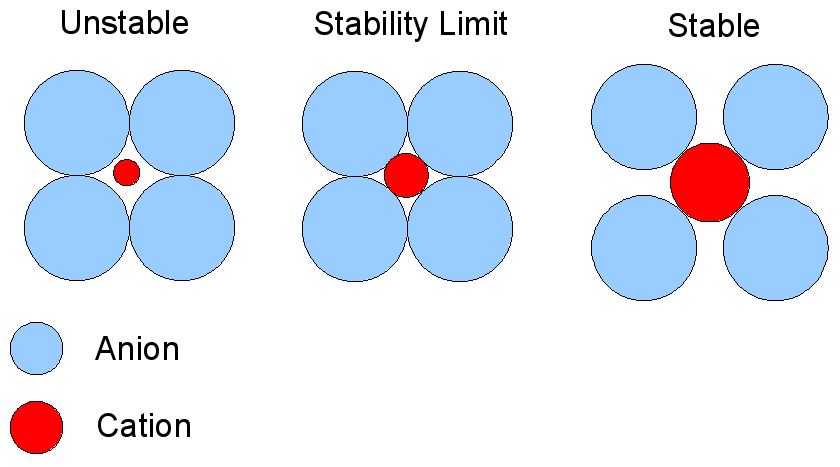
临界离子半径，以八面体配位（配位数为6）为例，蓝色为阴离子，红色为阳离子，其堆积方式平面图如图所示（阳离子前与后各有一个阴离子未画出），当阳离子与阴离子半径比r_{C}/r_{A}小于0.414（即√2-1）时，晶体就变得不稳定，所以称0.414为临界离子半径

半径比规则是指根据离子的配位方式的不同，每种配位方式存在一个临界的半径比。其思想是将离子化合物中的阴阳离子视为不可压缩球体，意味着阴阳离子两种大小不同的“球”发生不等最密堆积，在给定结构下允许的阳离子大小范围由临界半径比决定。如果阳离子太小，被吸引过来的阴离子之间会发生接触，由于同种电荷相互排斥，这种情况下其结构不稳定，也就是说当半径比下降到该特定结构的临界半径比以下时，就会发生这种情况。在刚好处于稳定极限时，阳离子接触所有阴离子，而阴离子只接触它们的边缘。对于大于临界半径比的半径比，结构预计是稳定的。
然而并非所有化合物都遵循这一规则。据估计，晶体结构只有约2/3的情况被这一规则猜中。产生这种误差的原因是实际上化合物离子之间并非完全是离子键，有时会带有一定共价键成分。
下表列出了临界半径比{\displaystyle R}与配位数{\displaystyle CN}之间的关系，从简单的几何学关系，可以得到下式：
{\displaystyle R={\sqrt {\tfrac {12}{12-CN}}}{-1}}
| 临界半径比{\displaystyle R} | 配位数{\displaystyle CN} | 间隙类型 | 晶体结构      | 示例        |
| --------------------------- | ------------------------ | -------- | ------------- | ----------- |
| 0.1547                      | 3                        | 平面三角 | α-B 2O 3 结构 | B2O3        |
| 0.2247                      | 4                        | 正四面体 | 闪锌矿结构    | ZnS, CuCl   |
| 0.4142                      | 6                        | 正八面体 | 岩盐结构      | NaCl, MgO   |
| 0.7320                      | 8                        | 立方体   | 氯化铯结构    | CsCl, NH4Br |

## 历史
正负离子半径比最初由Gustav F. Hüttig在1820年提出。1926年戈尔德施密特将其推广到离子晶格中。1929年，这一规则被合并到描述晶体结构的鲍林法则中，并作为当中的第一条规则。